# Olenecamptus niisatoi
Olenecamptus niisatoi es una especie de escarabajo longicornio del género Olenecamptus, categorizada en la tribu Dorcaschematini, de la subfamilia Lamiinae. Fue descrita por Yokoi en 2022.

## Descripción
Mide 16,2 mm de longitud.

## Distribución
Se distribuye por Tailandia.